# بیست و هشتمین مراسم گلدن گلوب
۲۸مین مراسم گلدن گلوب برای ارج نهادن به بهترین فیلم و شوی تلویزیونی سال ۱۹۷۰ در ۵ فوریه سال ۱۹۷۱ برگزار شد.

## برندگان و نامزدها

### سینمایی
| بهترین فیلم | بهترین فیلم |
| جایزه گلدن گلوب بهترین فیلم – درام | جایزه گلدن گلوب بهترین فیلم – موزیکال یا کمدی |
| --- | --- |
| - داستان عشق - فرودگاه - پنج قطعه آسان - هیچ‌گاه برای پدرم آواز نخواندم - پاتن | - مش - لیلی عزیز - خاطرات یک زن خانه‌دار دیوانه - عاشقان و دیگر غریبه‌ها - اسکروج |
| بهترین اجرا در یک Motion Picture – Drama | |
| جایزه گلدن گلوب بهترین بازیگر مرد – فیلم درام | جایزه گلدن گلوب بهترین بازیگر زن – فیلم درام |
| - جرج سی. اسکات – پاتن در نقش جرج پتن - ملوین داگلاس – هیچ‌گاه برای پدرم آواز نخواندم در نقش Tom Garrison - جیمز ارل جونز – امید سفید بزرگ در نقش Jack Jefferson - جک نیکلسون – پنج قطعه آسان در نقش Robert Eroica Dupea - رایان اونیل – داستان عشق در نقش Oliver Barret IV                     | - الی مک‌گرو – داستان عشق در نقش Jennifer Cavalleri - فی داناوی – معمای بچه سقوط‌کرده در نقش Lou Andreas Sand - گلندا جکسون – زنان عاشق در نقش Gudrun Brangwen - ملینا مرکوری – Promise at Dawn در نقش Nina Kacew - سارا مایلز – دختر رایان در نقش Rosy Ryan |
| بهترین اجرا در یک Motion Picture – Comedy or Musical | |
| جایزه گلدن گلوب بهترین بازیگر مرد – فیلم موزیکال یا کمدی | جایزه گلدن گلوب بهترین بازیگر زن – فیلم موزیکال یا کمدی |
| - آلبرت فینی – اسکروج در نقش Ebenezer Scrooge - ریچارد بنجامین – خاطرات یک زن خانه‌دار دیوانه در نقش Jonathan Balser - الیوت گولد – مش در نقش Captain John "Trapper" McIntyre - جک لمون – غریبه‌ها در شهر در نقش George Kellerman - دونالد ساترلند – مش در نقش Captain Benjamin "Hawkeye" Pierce | - کری اسنادگرس – خاطرات یک زن خانه‌دار دیوانه در نقش Tina Balser - جولی اندروز – لیلی عزیز در نقش Lili Smith - سندی دنیس – غریبه‌ها در شهر در نقش Gwen Kellerman - آنجلا لنسبوری – Something for Everyone در نقش Countess Erthe Van Orstein - باربارا استرایسند – \|The Owl and the Pussycat در نقش Doris                                                                         |
| Best Supporting Performance in a Motion Picture – Drama, Comedy or Musical | |
| جایزه گلدن گلوب بهترین بازیگر نقش مکمل مرد | جایزه گلدن گلوب بهترین بازیگر نقش مکمل زن |
| - جان میلز – دختر رایان در نقش Michael - چیف دن جورج – بزرگ‌مرد کوچک در نقش Old Lodge Skins - تروور هاوارد – دختر رایان در نقش Father Collins - جرج کندی – فرودگاه در نقش Joe Patroni - جان مارلی – داستان عشق در نقش Phil Cavalleri                                                            | - کرن بلک – پنج قطعه آسان در نقش Rayette Dipesto - مورین استیپلتون – فرودگاه در نقش Inez Guerrero - Tina Chen – \|The Hawaiians در نقش Nyuk Tsin - لی گرانت – The Landlord در نقش Joyce Enders - سالی کلرمن – مش در نقش Margaret O'Houlihan |
| Other | |
| جایزه گلدن گلوب بهترین کارگردانی | جایزه گلدن گلوب بهترین فیلم‌نامه |
| - آرتور هیلر – داستان عشق - رابرت آلتمن – مش - باب رافلسون – پنج قطعه آسان - کن راسل – زنان عاشق - فرانکلین جی. شافنر – پاتن | - داستان عشق – اریک سیگال - پنج قطعه آسان – Carole Eastman و باب رافلسون - \|Husbands – جان کاساوتیس - مش – رینگ لاردنر جونیور - اسکروج – لسلی بریکوس |
| جایزه گلدن گلوب بهترین موسیقی | جایزه گلدن گلوب بهترین ترانه غیراقتباسی |
| - داستان عشق – فرانسیس له - فرودگاه – آلفرد نیومن - کرامول – فرانک کردل - اسکروج – لسلی بریکوس، ایان فریزر and Herbert W. Spencer - بلندی‌های بادگیر – میشل لوگران | - "Whistling Away the Dark" (هنری مانچینی، جانی مرسر)\| – لیلی عزیز - "Ballad of Little Fauss and Big Halsy" (کارل پرکینز، جانی کش)\| – فاوزهای کوچک و هالی بزرگ - "\|Pieces of Dreams" (میشل لوگران، آلن و مرلین برگمن)\| – \|Pieces of Dreams - "Thank You Very Much" (لسلی بریکوس)\| – اسکروج - "Till Love Touches Your Life" (ریتز اورتولانی، Arthur Hamilton)\| – \|Madron |
| Best Foreign Film (English Language)\| | جایزه گلدن گلوب بهترین فیلم غیر انگلیسی‌زبان |
| - زنان عاشق (بریتانیا)\| - The Act of the Heart (کانادا)\| - \|Bloomfield (بریتانیا/اسرائیل)\| - One Soldier's Gamble (Japan)\| - باکره و کولی (بریتانیا)\| | - سوار بر باران (فرانسه)\| - بورسالینو (فرانسه/ایتالیا)\| - اعتراف (France)\| - Customer of the Off Season (فرانسه/اسرائیل)\| - بازجویی از یک شهروند دور از سوءظن (ایتالیا)\| |
| New Star of the Year – Actor | New Star of the Year – Actress |
| - جیمز ارل جونز – امید سفید بزرگ در نقش Jack Jefferson - عاصی دایان – Promise at Dawn در نقش Romain (age 25)\| - فرانک لانگلا – خاطرات یک زن خانه‌دار دیوانه در نقش George Prager - Joe Namath – \|Norwood در نقش Joe - Kenneth Nelson – \|The Boys in the Band در نقش Michael                  | - کری اسنادگرس – خاطرات یک زن خانه‌دار دیوانه در نقش Tina Balser - جین الکساندر – امید سفید بزرگ در نقش Eleanor Bachman - آنا کالدر-مارشال – Pussycat, Pussycat, I Love You در نقش Millie - مارلو توماس – \|Jenny در نقش Jenny - Angel Tompkins – \|I Love My Wife در نقش Helene Donnelly                                                                                        |

### مجموعه تلویزیونی

#### جایزه گلدن گلوب بهترین مجموعه تلویزیونی – درام
|Medical Center
- The Bold Ones: The Senator
- دکتر مارکوس ولبی
- The Mod Squad
- وکلای جوان

#### جایزه گلدن گلوب بهترین مجموعه تلویزیونی – موزیکال یا کمدی
The Carol Burnett Show
- The Courtship of Eddie's Father
- امور خانوادگی
- The Glen Campbell Goodtime Hour
- خانواده پارتریج

#### جایزه گلدن گلوب بهترین بازیگر مرد – مجموعه تلویزیونی درام
پیتر گریوز – مأموریت: غیرممکن
- مایک کانرز – Mannix
- چاد اورت – |Medical Center
- برت رینولدز – Dan August
- رابرت یانگ – دکتر مارکوس ولبی

#### جایزه گلدن گلوب بهترین بازیگر زن – مجموعه تلویزیونی درام
پگی لیپتون – The Mod Squad
- آماندا بلیک – دود اسلحه
- لیندا کریستال – چاپارل
- ایوت میمی‌یو – The Most Deadly Game
- دنیس نیکلاس – اتاق ۲۲۲

#### جایزه گلدن گلوب بهترین بازیگر مرد – مجموعه تلویزیونی موزیکال یا کمدی
فلیپ ویلسون – The Flip Wilson Show
- هرشل برناردی – |Arnie
- دیوید فراست – The David Frost Show
- مرو گریفین – The Merv Griffin Show
- دنی توماس – Make Room for Granddaddy

#### جایزه گلدن گلوب بهترین بازیگر زن – مجموعه تلویزیونی موزیکال یا کمدی
مری تایلر مور – |The Mary Tyler Moore Show
- کارول برنت – The Carol Burnett Show
- شرلی جونز – خانواده پارتریج
- جولیت میل – Nanny and the Professor
- الیزابت مانتگامری – افسونگر

#### جایزه گلدن گلوب بهترین بازیگر نقش مکمل مرد – سریال، سریال کوتاه یا فیلم تلویزیونی
جیمز برولین – دکتر مارکوس ولبی
- تیگه اندروز – The Mod Squad
- مایکل کنستانتین – اتاق ۲۲۲
- هنری گیبسون – Rowan & Martin's Laugh-In
- زالمن کینگ – وکلای جوان

#### جایزه گلدن گلوب بهترین بازیگر نقش مکمل زن – سریال، سریال کوتاه یا فیلم تلویزیونی
گیل فیشر – Mannix
- سو آن لنگدون – |Arnie
- میوشی اومه‌کی – The Courtship of Eddie's Father
- کارن والنتین – اتاق ۲۲۲
- لزلی ان وارن – مأموریت: غیرممکن